# Дом-музей Пита Мондриана
Дом-музей Пита Мондриана (нидерл. Het Mondriaanhuis); Музей конструктивистского и абстрактного искусства (нидерл. Museum voor Constructieve en Concrete Kunst) — музей, посвящённый жизни и творчеству нидерландского живописца Пита Мондриана, одного из основоположников абстракционизма, а также музей конструктивистского и абстрактного искусства в нидерландском городе Амерсфорте.
Музей, созданный первоначально для увековечивания памяти художника, располагается в доме, где основоположник неопластицизма родился в 1872 году, и который находится в хорошо сохранившемся историческом центре города. Здание христианской (кальвинистской) начальной школы, где отец Мондриана был директором, при создании музея также было включено в музейный комплекс. В городе Мондриан проживал до 1880 года, когда отец получил назначение на должность директора кальвинисткой церкви в городе Винтерсвейк. Его отец увлекался живописью и сумел привить любовь к ней своему сыну. Художника часто называют «летучим голландцем живописи» и «художником-пилигримом», так как ещё в 20 лет он прибывает в Амстердам, в 1912 году перебирается в Париж, с 1938 года живёт в Лондоне и, в конце концов, в 1940 году находит прибежище в Нью-Йорке.
Художник расценивается искусствоведами как один из основоположников (наряду с Кандинским и Малевичем) абстрактной живописи. Мондриан является ведущим представителем такого направления абстрактного искусства, как неопластицизм, главной чертой которого, по собственному определению художника, является «строгость в использовании выразительных средств». Для построения формы этой нефигуративной живописи допускается применение только горизонтальных и вертикальных линий, которые должны пересекаться под прямым углом, образуя голые плоскости. В палитре должны использоваться исключительно основные цвета спектра (красный, жёлтый, синий), которые помещаются на нейтральном фоне (белый, серый, чёрный).
В 1994 году в помещениях родительского дома Мондриана и школы были открыты библиотека и архив. Начиная с 2001 года «дом Мондриана» функционирует как музей конструктивистского и абстрактного искусства.